# Монте Сан Пиетранджели
Мо̀нте Сан Пиетра̀нджели (на италиански: Monte San Pietrangeli, на местен диалект Monsampietro, Монсампиетро) е малко градче и община в Централна Италия, провинция Фермо, регион Марке. Разположено е на 241 m надморска височина. Населението на общината е 2582 души (към 2011 г.).
До 2004 г. общината е част от провинция Асколи Пичено, когато участва в новата провинция Фермо.